# Katie Hoff
Kathryn ("Katie") Hoff, född den 3 juni 1989, är en amerikansk simmare som sedan mitten av 2000-talet tillhör världseliten i medleysimning. Hoff tränar i Baltimore med världsstjärnan Michael Phelps.
Hoff deltog i OS 2004 i Aten där hon var tredje snabbast av alla i semifinalen på 200 meter medley men det gick inte lika bra i finalen där hon slutade på sjunde plats. Hon tävlade även på 400 meter medley men blev bara 17:e i kvalet och gick inte vidare till final.
Hoff var med på VM 2005 i Montréal på långbana och här blev det två guld på 200 respektive 400 meter medley. I båda loppen blev det nytt mästerskapsrekord och båda gångerna var det Kirsty Coventry som slutade som tvåa. Dessutom blev det guld i lagkappen på 4 x 200 meter frisim. 
Under VM 2007 i Melbourne på långbana lyckades Hoff försvara sina tre guld på 200 meter och 400 meter medley samt i lagkapp på 4 x 200 meter frisim. På 200 meter blev det nytt mästerskapsrekord och på 400 meter medley slog Hoff till med ett nytt världsrekord när hon simmade på 4.32,89. Ett världsrekord som hon blev av med ett halvår senare när Australiens Stephanie Rice slog till med 4.31,46.
Vid OS 2008 vann Hoff ett silver och två brons.  Totalt har hon under karriären vunnit sju guld på VM i långbana.
Hoff har tre gånger utsetts till Amerikas bästa kvinnliga simmare (år 2005, 2006 och 2007).

### Fotnoter
1. ↑  ”Katie Hoff Bio, Stats, and Results - Olympics at Sports.reference.com”. sportsreference.com. Sportsreference. Arkiverad från originalet den 18 mars 2009. https://web.archive.org/web/20090318155159/http://www.sports-reference.com/olympics/athletes/ho/katie-hoff-1.html. Läst 1 december 2015.
2. ↑  http://www.fina.org/sites/default/files/swimming_50m.pdf HistoFINA - SWIMMING MEDALLISTS AND STATISTICS AT FINA WORLD CHAMPIONSHIPS (50M) (engelska)